# Tignall
Tignall – miasto w Stanach Zjednoczonych, w stanie Georgia, w hrabstwie Wilkes.